# Huey Lewis and the News
Huey Lewis and the News – amerykański zespół pop-rockowy założony w 1979 roku. W skład zespołu wchodzą: Huey Lewis (śpiew, harmonijka), Johnny Colla (gitara, saksofon, śpiew), Bill Gibson (instrumenty perkusyjne, śpiew), Sean Hopper (instrumenty klawiszowe, śpiew), John Pierce (gitara basowa), Stef Burns (gitara, śpiew), Johnnie Bamont (saksofon), Marvin McFadden (trąbka) oraz Rob Sudduth (saksofon tenorowy).

## Historia
Huey Lewis and the News powstał na bazie zespołu Clover. W połowie lat 80. był to jeden z najpopularniejszych zespołów rockowych w Stanach Zjednoczonych. W 1982 roku zespół wydał album Picture This. Z tego albumu pochodzi utwory „Do You Believe In Love” i „Hope You Love Me Like You Say You Do”, które stały się przebojami w Stanach Zjednoczonych. W 1983 roku zespół wydał album Sports, który sprzedał się w nakładzie siedmiu milionów egzemplarzy.
W 1985 roku zespół nagrał piosenkę „The Power of Love”, która znalazła się na ścieżce dźwiękowej do filmu Powrót do przyszłości. Utwór zajął pierwsze miejsce na listach przebojów w Stanach Zjednoczonych oraz cieszył się dużą popularnością na świecie. Utwór nominowano do Oscara w kategorii najlepsza oryginalna piosenka filmowa. Sukces „The Power of Love” przyczynił się nagrania albumu Fore!, który ukazał się w tym samym roku. Z tego albumu pochodzą również piosenki „Hip To Be Square” oraz „Stuck With You”, które również stały się przebojami. Fore! sprzedał się w nakładzie dziesięciu milionów egzemplarzy.
W 1988 roku zespół wydał album Small World, w którym odszedł od dotychczasowego stylu. Album został chłodno przyjęty przez krytyków muzycznych.

## Odniesienia w kulturze
- W 1985 roku Weird Al Yankovic nagrał piosenkę „I Want a New Duck”, która była parodią piosenki „I Want a New Drug” z repertuaru Huey Lewis and the News[4].
- W 2000 roku do kin trafił thriller American Psycho, w którym główny bohater Patrick Bateman ma obsesję na punkcie zespołu[5]. W 2013 roku Huey Lewis i Weird Al Yankovic nagrali parodię sceny, w której Bateman dokonuje morderstwa, gdy w tle leci piosenka „Hip To Be Square”[4].

## Dyskografia
- Huey Lewis and the News (1980)
- Picture This (1982)
- Sports (1983)
- Fore! (1986)
- Small World (1988)
- Hard at Play (1991)
- Four Chords & Several Years Ago (1994)
- Time Flies… The Best of Huey Lewis and the News (1996)
- Plan B (2001)
- Live at 25 (2005)
- Huey Lewis and the News Greatest Hits (2007)
- Soulsville (2010)
- Sports (30th Anniversary Edition) (2013)
- Weather (2020)

Opracowano na podstawie oficjalnej strony zespołu.